# Loomis
Loomis es un lugar designado por el censo ubicado en el condado de Isabella en el estado estadounidense de Míchigan. En el Censo de 2010 tenía una población de 213 habitantes y una densidad poblacional de 29,17 personas por km².

## Geografía
Loomis se encuentra ubicado en las coordenadas 43°47′6″N 84°39′22″O / 43.78500, -84.65611. Según la Oficina del Censo de los Estados Unidos, Loomis tiene una superficie total de 7.3 km², de la cual 7.25 km² corresponden a tierra firme y (0.64%) 0.05 km² es agua.

## Demografía
Según el censo de 2010, había 213 personas residiendo en Loomis. La densidad de población era de 29,17 hab./km². De los 213 habitantes, Loomis estaba compuesto por el 98.12% blancos, el 0% eran afroamericanos, el 1.41% eran amerindios, el 0.47% eran asiáticos, el 0% eran isleños del Pacífico, el 0% eran de otras razas y el 0% pertenecían a dos o más razas. Del total de la población el 2.35% eran hispanos o latinos de cualquier raza.